# Marienheim (Andelsbuch)
Das Marienheim ist ein Gebäude in der Gemeinde Andelsbuch im Bezirk Bregenz in Vorarlberg (Österreich) und war ursprünglich ein Gasthof mit Heilbad, wurde 1925 unter dem neuen Namen Marienheim zur Außenstelle der Barmherzigen Schwestern vom Hl. Vinzenz. Seit 2007 besteht eine private Wohnanlage unter diesem Namen.
Bereits vor dem Umbau in eine Wohnanlage dominierte das Gebäude die Gemeinde Andelsbuch und hatte eine wichtige historische Funktion. Insbesondere im Hinblick
- auf den Tourismus für die Heilbadanwendung und  Sommerfrische über rund 140 Jahre sowie
- auf die Schulungs-, Beratungs- und Bildungstätigkeiten im Marienheim für die Bevölkerung im Bregenzerwald über rund 80 Jahre sowie
- auf die soziale Tätigkeit der Barmherzigen Schwestern, die in der Bevölkerung großen Rückhalt genossen.

## Geschichte
Eine genaue Datierung des Beginns des Badebetriebs in Andelsbuch ist nicht möglich. Vermutlich bestand bereits zum Ende des 18. Jahrhunderts ein solcher samt Beherbergungsmöglichkeiten. Zumindest lässt sich aus Aufzeichnungen der Gemeinde um 1764 auf einen Badebetrieb schließen. 1830 wird als Badinhaber ein Josef Feuerstein genannt, der Kurgäste bewirtete und 1836 ein Badhaus baute. Am 6. Juni 1854 wurde eine „Armenhausstiftung“ durch zwölf Andelsbucher gegründet, welche das Badhaus am Fahl von Maria Beer aus Andelsbuch erwarben (sog. „Stahlbad“). Die Armenhausstiftung war eine Reaktion auf die weit verbreitete Armut und das Gassenbetteln. 1890 ist der Besuch von Pfarrer Kneipp in diesem Bad belegt, da der Gemeindearzt Michael König das Bad samt seiner heilkräftigen Wirkung mit der Kneipp-Wasseranwendung verband.
1864 wurde der Kern des späteren Marienheims als Gasthaus „Bad“ von Franz Xaver Mätzler aus Andelsbuch gebaut und von seiner Gattin Maria (vulgo „Badmari“) geleitet. 1882 und 1895 ging das Eigentum im Erbweg in der Familie weiter. Am 29. Juni 1900 wurde der Gasthof um 16.000 Kronen an Jodok Thüringer und dessen Gattin Maria (geb. Pfanner, vulgo Fahlerbäsle) verkauft. Bereits 1901 wurde der Gasthof an einen Baron Freiherr von Coreth verpachtet, der diesen wiederum bereits 1903 wieder verließ. Am 6. März 1903 kaufte der Uhrmachermeister Josef Ritter (1854–1914) den Gasthof samt Liegenschaften und bewohnte diesen mit seiner Familie. Seine zweite Gattin Johanna (geb. Kirchebner) erbte den Gasthof am 19. Oktober 1917 und bereits 1918 fand eine Zwangsversteigerung statt. Neuer Eigentümer wurde um 20.000 Kronen am 17. Januar 1919 die Sparkasse der Gemeinde Egg, die denselben bereits am 24. März 1919 an Anna Katharina Mätzler (geb. Hiller, † 31. August 1932) verkaufte, die dringend notwendige Sanierungen veranlasste und den Kurbetrieb wieder eröffnete.
Die Tochter der Anna Katharina Mätzler und des Kaufmanns Josef Mätzler († 1898), Maria Gabriela (* 1898), trat am 14. September 1924 in den Orden der Barmherzigen Schwestern in Innsbruck ein (Schwester Anselma). Bereits am 14. April 1925 wurde der bisherige Gasthof „Bad“ an die Barmherzigen Schwestern in Innsbruck verkauft, und es begannen Umbauarbeiten. Im zweiten Stock wurde z. B. eine Kapelle eingerichtet. Die Umbenennung in Marienheim erfolgte. Das Anwesen wurde nun unter Leitung der Ordensschwestern als Erholungsort für Klosterschwestern, Haushaltungskurse, Bildungshaus und im Sommer auch weiter als Pension für den Kurbetrieb genutzt. Das alte Badhaus wurde 1929 abgebrochen und weiter nördlich des Marienheims nach den Plänen des Architekten Alfons Fritz neu errichtet.
1940 bis 1945 wurde im Marienheim eine Hilfsschule für Buben durch die Nationalsozialistische Volkswohlfahrt (NSV) eingerichtet (von Bludenz verlegt).
Ab 1958 wurde das Marienheim südöstlich durch einen Neubau erweitert und 1961 eingeweiht. 2006 wurde das Anwesen an den Baumeister Elmar Rützler (Egg) verkauft und eine Büro- und Wohnanlage errichtet. Diese wurde am 14. Oktober 2007 eröffnet.

## Geographie/Topographie
Der Ortsteil Moos (etwa 640 m ü. A.) ist Teil der Gemeinde Andelsbuch und liegt etwa 700 m Luftlinie östlich außerhalb des Dorfzentrums. Rings um das Marienheim sind Weideflächen und es führt kein Hauptverkehrsweg vorbei.